# 셰브데 AIK
셰브데 AIK(스웨덴어: Skövde AIK)는 1919년에 창단된 스웨덴의 축구 클럽으로, 셰브데를 연고로 하고 있다. 현재 스웨덴의 3부 리그인 에탄에 참가하고 있다.

## 선수 명단

### 현역
참고: FIFA 자격 규정에 따라 소속된 국가대표팀 국기를 표시합니다. 선수는 복수의 FIFA 비회원국 국적을 가지고 있을 수 있습니다.
| 번호 | 포지션 | 국적         | 이름                   |
| ---- | ------ | ------------ | ---------------------- |
| 6    | MF     | 시리아       | 엘마 아브라함          |
| 8    | MF     | 북마케도니아 | 아드리안 젠델롭스키    |
| 9    | FW     | 아이슬란드   | 스테판 류비치치        |
| 11   | FW     | 세네갈       | 마마두 우스만 디아그네 |
| 12   | FW     | 아이티       | 넬슨 피에르            |
| 17   | FW     | 가나         | 마무도 모로            |

| 번호 | 포지션 | 국적       | 이름              |
| ---- | ------ | ---------- | ----------------- |
| 23   | MF     | 슬로베니아 | 지가 오브세넥     |
| 30   | GK     |            | 아드리안 젠데야스 |

## 역대 감독
| 감독          | 임기        |
| ------------- | ----------- |
| 아르네 셀모손 | 1964 ~ 1968 |